# زینجناب
زینجناب یکی از روستاهای تاریخی استان آذربایجان شرقی است که در دهستان سردصحرا بخش مرکزی شهرستان تبریز واقع شده‌است. 

## موقعیت جغرافیایی
این روستا در کوه پایه  دیاگی بناشده است
این روستا با روستاهای هزه بران، آمقان، عنصرود  و سفیده خوان (اسبره خون) همسایه بوده حد و مرز روستا به دامنه‌های کوه سهند ختم می‌شود.

## بناها
روستا دارای مسجد زیبایی بنام (محمد حنفیه) می‌باشد که دارای ستون‌ها و منبر سنگی تاریخی زیبایی هست، بنای مسجد در سابق از خشت خام و سنگ و گل و چوب بوده، اما در سال 1388 به شیوه معماری اسلامی بازسازی شده است. داخل مسجد یک منبر سنگی قدیمی، حاوی نقوش کنده‌کاری شده و آیات قرآنی و در طرفین منبر، دو ستون سنگی وجود دارد. در گذشته کنار منبر، صندوق چوبی مستطیلی وجود داشته که داخل آن، ‌قسمت بالای طوقی را می‌گذاشتند که گویا علم و پرچم محمد حنفیه بوده که از هشتصد سال قبل وجود داشته است. این علم حدود صد سال پیش توسط سارقان دزدیده شده و امروزه محل آن مشخص نیست. در نزدیکی روستا رصدخانه خواجه نصیرالدین طوسی در بالای کوه (بلیندی) مستقر می‌باشد و زیارتگاه (سیاهپوش) در آن طرف روستا قراردارد. این روستا در کوهپایه های کوه سهند قرار دارد.

## محصولات
گردو و پنیر و عسل زینجناب بسیار معروف است.تولید نفیس ترین فرش های دست باف ابریشم  البته محصولات دیگری همچون زردآلو، آلوچه، سیب و… نیز تولید می‌شود.  در سال‌های قبل به دلیل نبود شیرپزخانه؛ دامداران روستا مجبور به فروش شیر به روستاهای اطراف می‌شدند و بعدها نیز با وجود تأسیس شیرپزخانه، چون پنیرساز نداشتند مجبور به استخدام پنیرساز ار روستای لیقوان می‌شدند که به همین دلیل پنیر خوشمزه زینجناب با نام لیقوان در بازار شناخته می‌شد. ولی اکنون آوازه پنیر زینجناب از مرزها نیز رد شده‌است.
بیشتر جوانان به بافتن قالی تبریز مشغول هستند که با چله و نخ ابریشم و در ۳۰٪ از آن از پشم گوسفندی استفاده می‌شود. این نوع قالی‌ها نیز اکثراً جنبه صادراتی داشته و ارزآوری ویژه ای دارند. روستای زینجناب مانند بسیاری از روستاهای دیگر دارای نان محلی بوده که حاصل زحمت زنان روستا و دستپخت بسیار عالی و خوشمزه آنهاست. نان محلی به دو صورت فطیر مغزدار و نان لواش پخته می‌شود، البته اندازه لواش‌های روستای زینجناب سه برابر لواش‌های شهری بوده و به دلیل پخت با زغال آن هم در تنورهای سنتی؛ عطر و طعم وصف ناپذیری دارد.

## اماکن دیدنی
مکان های دیدنی:۱-رصدخانه خواجه نصیرالدین طوسی ۲- مسجد محمد حنفیه ۳- زیارتگاه سیاهپوش ۴- باغات و رودخانه زینجناب که از دامنه‌های سهند سرچشمه گرفته و باغات زینجناب به دامنه‌های سهند ختم می‌شود.